# Proveysieux
Proveysieux is een gemeente in het Franse departement Isère (regio Auvergne-Rhône-Alpes) en telt 479 inwoners (1999). De plaats maakt deel uit van het arrondissement Grenoble.

## Geografie
De oppervlakte van Proveysieux bedraagt 20,4 km², de bevolkingsdichtheid is 23,5 inwoners per km².
De onderstaande kaart toont de ligging van Proveysieux met de belangrijkste infrastructuur en aangrenzende gemeenten.

## Demografie
Onderstaande figuur toont het verloop van het inwonertal (bron: INSEE-tellingen).